# ثورة الجينات
ثورة الجينات: المحاصيل المعدلة وراثيا والتنمية غير المتكافئة هو كتاب عام 2006 من قبل البروفيسور ساكيكو فوكودا بار.
في حين أن بعض الأشخاص لا يدعمون التلاعب الوراثي (GM) ، فإن البعض الآخر ينظر إليه كحل تكنولوجي مهم لإنتاج الزراعة المحدودة ، وزيادة المجموعات السكانية ، وتغير المناخ. يقدم الكتاب تحليلًا مفصلاً للمناقشة حول اعتماد المحاصيل المعدلة وراثيا في البلدان النامية ، والتي تتعامل مع الفقر ومحاولة التنافس بشكل أفضل في الاقتصاد العالمي. وفقاً للمقدمة ، يركز الكتاب على استخدام خمس دول لتكنولوجيا المحاصيل المعدلة وراثيا في الأرجنتين والبرازيل والصين والهند وجنوب إفريقيا.
تشير ثورة الجين إلى مرحلة تتبع الثورة الخضراء التي تم خلالها تنفيذ التكنولوجيا الحيوية الزراعية.